# Предникарбат
Предникарбат — негалогенизированный активный глюкокортикостероид III группы. Применяется местно.

## Свойства
По химическому строению предникарбат является двойным этерифицированным и метилированным негалогенизированным производным преднизолона.

## Фармакология
ГКС. Оказывает противовоспалительное, антиэксудативное, противоаллергическое, десенсибилизирующее, противозудное, сосудосуживающее. Местный противовоспалительный эффект обусловлен селективной стимуляцией синтеза липокортина, ингибирующего фосфолипазу A2, угнетением образования из арахидоновой кислоты и подавлением высвобождения медиаторов воспаления — ПГ (простагландинов), фактора активации тромбоцитов и лейкотриенов. Стабилизирует мембраны, в том числе клеточных органелл; тормозит выход ферментов, повреждающих клетки, и дегрануляцию тучных клеток; снижает миграцию лейкоцитов и проницаемость капилляров, улучшает микроциркуляцию
В ходе клинических исследований Предникарбата зафиксировано ингибирование фосфолипазы А2 через 30 мин после наружного нанесения препарата. Отчетливые результаты лечения (уменьшение клинической симптоматики или клиническое выздоровление) наблюдаются через 7 дней
Двойной этерифицированный негалогенизированный глюкокортикоид обладает выраженным противовоспалительным эффектом, при этом без антипролиферативного и атрофогенногодействия — как это было с более ранними галогенизированными глюкокортикоидами.
Обладает высокой липофильностью и высокой проникающей способностью, может всасываться через интактную кожу; воспаление и/или др. кожные заболевания повышают абсорбцию через кожный покров. Улучшает состояние участков пораженной кожи с проявлениями эритемы, инфильтрации, зуда, шелушения и лихенификации, снижает выраженность симптомов при псориазе при атопическом дерматите.

## Применение
Воспалительные заболевания кожных покровов, требующие применения местных глюкокортикостероидов (экзема, в том числе, острая, хроническая, атопическая; псориаз; дерматиты; ожоги I—II степени) .

### Противопоказания
- гиперчувствительность к действующему веществу;
- кожные реакции вакцинации;
- грибковые, бактериальные и вирусные инфекции кожи, ранее не леченные другими препаратами;
- специфические кожные процессы, включая кожную симптоматику при туберкулезе, сифилисе;
- периоральный дерматит;
- акне, розацеа.

### Побочное действие
Местные реакции, атрофия кожи, телеагиоэктазии, стрии, покраснение, раздражение (зуд, жжение), пустулезные высыпания, розацеаподобный дерматит, гипопигментация, периоральный дерматит, вторичные инфекции; у детей — применение на больших участках кожи может вызвать угнетение функции коры надпочечников (синдром Иценко-Кушинга) вследствие повышенного метаболизма.
Для пациентов с обширной пораженной поверхностью или в случае наложения окклюзионных повязок обязателен периодический контроль гормонального статуса, в том числе определение уровня кортизола в плазме крови и моче.
Краткосрочное применение повышенных доз препарата (слишком большое количество, слишком большая зона нанесения или же слишком частое применение) не вызывает никаких побочных эффектов.

## Режим дозирования
Наружно. Наносят один раз в день тонким слоем на пораженные участки, легко втирая. При необходимости частоту нанесения препарата можно увеличить до 2-х раз в день. Курс лечения определяет врач, обычно он составляет 2-3 недели (но не более 4-х недель). Не следует сочетать препарат с глюкокортикоидами резорбтивного действия (повышается вероятность системных побочных эффектов).

## Переносимость
Двойная этерификация боковых цепей, во-первых, увеличивает липофилию , обеспечивая лучшую проникающую способность в кожу, во-вторых, обеспечивает быстрый распад этерифицированных групп, что приводит к более короткому периоду полураспада активного ингредиента, и таким образом, к лучшей системной и местной переносимости.
Решающим фактором значительного улучшения использования глюкокортикостероидов и снижения риска при лечении является синтез двойной этерифицированной молекулярной структуры Предникарбата и отказ от какого-либо галогенизирования
После начала действия Предникарбат быстро превращается в биологически неактивные метаболиты, которые больше не оказывают негативных побочных эффектов, что наиболее существенно в раннем детском возрасте и, особенно, у новорожденных.
В период беременности применение препарата возможно лишь тогда, когда польза для матери превышает потенциальный риск для плода. Не наносить препарат на большие участки кожи  Действующее вещество — предникарбат — проникает в молоко, поэтому на период лечения следует воздерживаться от кормления грудью
Не влияет на скорость реакции при управлении автотранспортом или работе с другими механизмами.